# Лебяжья крепость
Лебя́жья крепость — сторожевое укрепление Тоболо-Ишимской линии, находилась на границе Российской империи и казахстанских степей, основана в 1752 году, в настоящее время — село Лебяжье (Северо-Казахстанская область).
Четырёхугольная деревянная крепость с бастионами была выстроена по типовому проекту.